# Alain Guel
 (janvier 2011).
Si vous disposez d'ouvrages ou d'articles de référence ou si vous connaissez des sites web de qualité traitant du thème abordé ici, merci de compléter l'article en donnant les références utiles à sa vérifiabilité et en les liant à la section « Notes et références ».
Alain Guel, alias Alain Le Banner, de son vrai nom Alexandre Jouannard, était un écrivain, poète, peintre et nationaliste breton.

## Biographie
Fils d'un artisan boucher de Châtelaudren où il naquit en 1913 dans une maison de la grand-place, il passa sa jeunesse à Châlons-sur-Marne en Champagne, où sa mère s'était établie comme cafetière après son divorce. Il meurt à Saint-Brieuc en 1993.
Tout au long de sa vie, Alain Guel fit un voyage annuel de pèlerinage à Châlons-sur-Marne où il avait laissé ses souvenirs de jeunesse.
Ce qui le frappait beaucoup, disait-il dans les années 1968-78, c'était la grande pauvreté culturelle de la région, en comparaison de la Bretagne et bien sûr de Paris.
« Paris aspire tout et provoque le désert culturel partout à son alentour », ajoutait-il.
Après ses études, il entama une carrière dans la banque et rentra comme employé dans un établissement de Reims(?).
Ancien du Parti national breton. Pendant la guerre, il a été prisonnier en Silésie (il s'échappe en se faisant passer pour mort). Il publie sous le nom d'Yves Jouanne dans le journal La Bretagne de Yann Fouéré, et sous le pseudonyme de Le Banner dans L'Heure bretonne. Il a été interdit de séjour en Bretagne à la Libération[réf. nécessaire].
Vers la même époque, en 1945-1946, il fréquente assidûment les milieux communistes de la région parisienne et participe à des réunions de cellules. Il est fortement tenté d'adhérer au P.C.F.
De février 1955 à juin 1956, il publie des textes (pensées, aphorismes) dans Arcadie (revue).
Alain Guel rentre ensuite comme guide-accompagnateur dans une société de voyages touristiques en direction des pays socialistes de l'est de l'Europe et de l'U.R.S.S., pays dans lesquels il noua de nombreux liens amicaux. Il exercera cette activité de guide touristique jusque vers 1964.
Ensuite, il passe une ou deux années sabbatiques à Lanfains près de Quintin. Il écrit de la prose et des poèmes. Il peint, et participe à l'action du M.O.B., Mouvement pour l'organisation de la Bretagne, parti breton des années 1957-1968 qui rassemble toutes sensibilités du Mouvement breton, droite, centre et gauche, nationalistes, régionalistes, autonomistes, indépendantistes, etc. en compagnie de Yann Fouéré, Ned Urvoas, Pol Le Doré, Youenn Olier et bien d'autres... Il se fait remarquer par ses articles réguliers dans l'Avenir de la Bretagne et Ar Vro.
Dans le Mouvement breton des années 1960-70, même s'il garde des liens amicaux avec des membres de l'ancien P.N.B., il n'a jamais voulu, comme François Mitterrand, rompre ses anciennes amitiés d'avant-guerre et il est surtout considéré comme un homme de centre-gauche aux solides convictions bretonnes.
Ses convictions progressistes lui sont d'ailleurs régulièrement reprochées dans La Bretagne réelle par Jacques Quatreboeufs. Grand lecteur du Nouvel Observateur et du Monde, il observe avec intérêt les avancées de la gauche française de François Mitterrand et surtout de la gauche bretonne, notamment l'Union démocratique bretonne à laquelle il ne ménage pas ses critiques amicales. Mais ses amitiés vont de préférence vers Yann Fouéré et ses amis du M.O.B auquel succéderont le S.A.V. puis le P.O.B.L. Très consensuel et très tolérant, il reçoit chez lui toutes les tendances du Mouvement breton politique et culturel.
Il fait aussi des conférences et participe en tant qu'orateur à des réunions publiques politiques, en compagnie de Gérard Toublanc qui anime alors la revue et le Cercle travailliste breton « Dispac'h ». Il suit avec beaucoup d'intérêt les efforts de Gérard Toublanc pour créer une obédience maçonnique bretonne, démarche qui selon lui sera la cause de sa mort tragique. En effet, Gérard Toublanc, grand ami d'Alain Guel, fut  trouvé noyé dans une baignoire en Catalogne et Alain Guel dira toujours que Gérard Toublanc fut assassiné pour avoir voulu créer une nouvelle obédience maçonnique « Memphis Misraïm » d'esprit breton et celtique.
Alain Guel fut un membre assidu du Gorsedd de Bretagne sous le nom de barde Alain Guel.
Vers 1966, il fait l'acquisition d'un commerce de faïences, porcelaines bretonnes, souvenirs et articles de plage, livres, disques et journaux militants bretons, à Saint-Quay-Portrieux.
Son commerce devient vite un important centre d'attraction et un lieu de débat, de rencontre et de réunion des patriotes, militants et artistes de l'ensemble du Mouvement breton qui le considèrent comme un philosophe.
Glenmor et Xavier Grall font partie de ses intimes et on les croise souvent chez lui. Il entretint d'ailleurs une correspondance suivie avec Xavier Grall, dont il guida les premiers pas en littérature.
Parfois on rencontre chez lui la police judiciaire française du S.R.P.J. de Rennes, venue l'arrêter dans le cadre des enquêtes sur le F.L.B., ou bien Brigitte Friang ou Yvon Le Vaillant, venus l'interviewer pour Le Monde ou le Nouvel Observateur...
Il accompagne et soutient aussi la résistance de la famille de Jean-Jacques et Mireille Manrot-Le Goarnic, de Kertalg en Moëlan-sur-mer dont il fut un ami fidèle, dans ses démêlés et tracas avec l’Administration française, pour leur choix de  prénoms bretons pour leurs enfants. L’État français priva la famille Le Goarnic–onze enfants-d’allocations familiales à cause de son choix breton.
Alain Guel a dédié un de ses poèmes de « Maçon murant merveille » aux enfants Le Goarnic de Kertalg :
Les enfants de Kertalg à l'hermine enscellée

Ont des yeux pour sourire et des mains pour aimer.

La bouche pour le nid, leurs cheveux pour chansons

Les couronne l'espoir, les porte la Lumière

Et les Ténèbres, à leurs genoux, les ronces se changent en étoiles sur leurs genoux

Leurs oreilles sont nœuds de rubans magiques

Pour nouer à l'homme l'innocence des eaux vives(...)
L'ancien déporté Albert Baudet faisait aussi partie de ses familiers. Après la Libération Albert Baudet avait été nommé directeur de la publicité du magazine Jours de France en signe de gratitude, par Marcel Dassault, pour lui avoir sauvé la vie à Buchenwald en même temps que le militant communiste Marcel Paul.
Il est anti-gaulliste dans les années 1960 et écrit dans Stur (revue bretonne), créée par Olier Mordrel, et dans La Bretagne réelle. On l'a soupçonné aussi d'être un espion communiste (à cause de nombreux voyages en URSS et en Pologne sous une couverture de guide). Il intervient en 1973 lors du colloque « Bretagne et autogestion ». Il a publié dans la maison d'édition Kelenn qu'il a fondée avec son ami Xavier Grall. Avec Glenmor et Xavier Grall, il lance un journal: La nation bretonne.